# El Born
El Born è una zona storica della città di Barcellona che si estende dalla basilica di Santa Maria del Mar al Mercat del Born passando dal Passeig del Born. Amministrativamente fa parte del quartiere di Sant Pere, Santa Caterina i la Ribera nel distretto della Ciutat Vella. El Born coincide fisicamente all'incirca con l'attuale "la Ribera". In questa area si disputavano i tornei medievali, infatti a parola Born significa etimologicamente torneo. 
El Born è considerata un'area di contrasti, in cui convive la Barcellona storica e con negozi di tendenza con proposte innovative di moda, arte e gastronomia.